# Aeródromo El Vergel
El Aeródromo El Vergel (OACI: SCVG), es un terminal aéreo ubicado junto a la localidad de Riñihue, Provincia de Valdivia, Región de Los Ríos, Chile. Es de propiedad privada.